# 3474 Linsley
3474 Linsley è un asteroide della fascia principale. Scoperto nel 1962, presenta un'orbita caratterizzata da un semiasse maggiore pari a 2,5550798 UA e da un'eccentricità di 0,2095955, inclinata di 5,97717° rispetto all'eclittica.